# Zurdok
Zurdok est un groupe mexicain de rock, originaire de Monterrey, Nuevo León. Il est formé en 1993 sous le nom de Zurdok Movimento (qui est écrit par erreur comme Movimiento), changeant ces plusieurs années après simplement Zurdok.

## Histoire
Jorge « Fletch » Sáenz et David Izquierdo sont des amis depuis la primaire, et en 1993 décident de former un groupe appelé Zurdok Movimento. Maurizio Terracina est recruté comme bassiste, et ils sont également présentés par Gerardo Garza (alias Chetes). Le 15 juillet 1993 se réunit pour la première fois pour parler avec la simple inquiétude de faire de la musique, des chansons pour eux et sans rien prétendre de plus.
En avril 2022, Zurdok est annoncé pour donner un concert unique au Machaca Fest à Monterrey, en commémoration de l'album Hombre Sintetizador, et de la dernière réunion de ses 4 membres en 2014,. Ce concert est réalisé le « 25 juin 2022 » en 1 heure. En 2023, ils font des apparitions sporadiques. De son côté, en 2024, Chetes sort une nouvelle chanson, Polvo de estrellas.

## Discographie

### Albums studio
- 1997 : Antena
- 1999 : Hombre Sintetizador
- 2001 : Maquillaje

### Compilations
- 2001 : Crazy Pack
- 2007 : Lo Mejor de Zurdok
- 2012 : 16 Éxitos de Oro
- 2014 : Gran Salto